# Cot Ara (Kuta Blang)
Cot Ara is een bestuurslaag in het regentschap Bireuen van de provincie Atjeh, Indonesië. Cot Ara telt 614 inwoners (volkstelling 2010).